# 2015-ös Formula–1 amerikai nagydíj
Az amerikai nagydíj volt a 2015-ös Formula–1 világbajnokság tizenhatodik futama, amelyet 2015. október 23. és október 25. között rendeztek meg az Amerikai Egyesült Államokbeli Circuit of the Americas versenypályán, Austinban. Lewis Hamilton ezen a futamon szerezte meg harmadik egyéni világbajnoki címét.

## Előzmények
A Mercedes Oroszországban Kimi Räikkönen büntetésével megszerezte a konstruktőri bajnoki címet, Hamilton pedig Rosberg kiesésével a bajnoki cím kapujába került.
Hamilton az alábbi feltételek mellett már ezen a hétvégén megnyerhette volna a világbajnokságot:
- megnyeri a futamot, úgy, hogy Vettel legfeljebb a 3. helyen végez
- a 2. helyen ér célba, úgy, hogy Vettel legfeljebb a 6. helyen ér célba
- a 3. helyen ér célba, úgy, hogy Vettel legfeljebb a 7. helyen ér célba
- negyedikként zárja a futamot, Vettel pedig legfeljebb a kilencedikként
- ötödikként intik le őt, Vettelt pedig legfeljebb tizedikként

valamint a felsorolt esetek mindegyikében Rosberg Hamilton mögött végez. Vagyis az évben már többször előforduló Hamilton-Rosberg-Vettel befutó esetén Hamilton megszerezhette volna harmadik világbajnoki címét. Végül ez utóbbi forgatókönyvre került sor, így a brit háromszoros világbajnok lett.

## Szabadedzések

### Első szabadedzés
Az amerikai nagydíj első szabadedzését október 23-án, pénteken délelőtt tartották.
| helyezés | versenyző          | csapat/motor         | elért idő  | különbség | futott kör |
| -------- | ------------------ | -------------------- | ---------- | --------- | ---------- |
| 1        | Nico Rosberg       | Mercedes             | 1:53,989   | −         | 7          |
| 2        | Danyiil Kvjat      | Red Bull-Renault     | 1:55,224   | +1,235    | 6          |
| 3        | Daniel Ricciardo   | Red Bull-Renault     | 1:55,592   | +1,603    | 10         |
| 4        | Carlos Sainz Jr.   | Toro Rosso-Renault   | 1:55,667   | +1,678    | 8          |
| 5        | Lewis Hamilton     | Mercedes             | 1:55,693   | +1,704    | 4          |
| 6        | Sebastian Vettel   | Ferrari              | 1:55,710   | +1,721    | 10         |
| 7        | Max Verstappen     | Toro Rosso-Renault   | 1:55,969   | +1,980    | 7          |
| 8        | Kimi Räikkönen     | Ferrari              | 1:56,326   | +2,337    | 10         |
| 9        | Fernando Alonso    | McLaren-Honda        | 1:56,839   | +2,850    | 18         |
| 10       | Valtteri Bottas    | Williams-Mercedes    | 1:56,866   | +2,877    | 15         |
| 11       | Felipe Massa       | Williams-Mercedes    | 1:57,081   | +3,092    | 13         |
| 12       | Sergio Pérez       | Force India-Mercedes | 1:57,139   | +3,150    | 4          |
| 13       | Jenson Button      | McLaren-Honda        | 1:57,495   | +3,506    | 20         |
| 14       | Nico Hülkenberg    | Force India-Mercedes | 1:57,518   | +3,529    | 4          |
| 15       | Romain Grosjean    | Lotus-Mercedes       | 1:58,319   | +4,330    | 10         |
| 16       | Raffaele Marciello | Sauber-Ferrari       | 1:59,431   | +5,442    | 19         |
| 17       | Marcus Ericsson    | Sauber-Ferrari       | 1:59,743   | +5,754    | 18         |
| 18       | Alexander Rossi    | Manor-Ferrari        | 2:01,154   | +7,165    | 11         |
| 19       | Will Stevens       | Manor-Ferrari        | 2:01,907   | +7,918    | 13         |
| 20       | Pastor Maldonado   | Lotus-Mercedes       | idő nélkül | –         | 1          |

### Második szabadedzés
Az amerikai nagydíj második szabadedzését október 23-án, pénteken délután tartották volna meg, ám a rendkívül rossz időjárási viszonyok miatt az edzést lefújták.

### Harmadik szabadedzés
Az amerikai nagydíj harmadik szabadedzését október 24-én, szombaton délelőtt tartották, extrém esős körülmények között.
| helyezés | versenyző        | csapat/motor         | elért idő | különbség | futott kör |
| -------- | ---------------- | -------------------- | --------- | --------- | ---------- |
| 1        | Lewis Hamilton   | Mercedes             | 1:59,517  | −         | 9          |
| 2        | Sebastian Vettel | Ferrari              | 2:00,380  | +0,863    | 9          |
| 3        | Nico Hülkenberg  | Force India-Mercedes | 2:00,496  | +0,979    | 12         |
| 4        | Valtteri Bottas  | Williams-Mercedes    | 2:00,523  | +1,006    | 14         |
| 5        | Carlos Sainz Jr. | Toro Rosso-Renault   | 2:00,687  | +1,170    | 11         |
| 6        | Danyiil Kvjat    | Red Bull-Renault     | 2:00,694  | +1,177    | 12         |
| 7        | Kimi Räikkönen   | Ferrari              | 2:00,785  | +1,268    | 9          |
| 8        | Daniel Ricciardo | Red Bull-Renault     | 2:01,008  | +1,491    | 12         |
| 9        | Nico Rosberg     | Mercedes             | 2:01,474  | +1,957    | 7          |
| 10       | Felipe Massa     | Williams-Mercedes    | 2:02,199  | +2,682    | 13         |
| 11       | Sergio Pérez     | Force India-Mercedes | 2:02,660  | +3,143    | 12         |
| 12       | Romain Grosjean  | Lotus-Mercedes       | 2:02,825  | +3,308    | 10         |
| 13       | Pastor Maldonado | Lotus-Mercedes       | 2:02,921  | +3,404    | 11         |
| 14       | Fernando Alonso  | McLaren-Honda        | 2:03,375  | +3,858    | 9          |
| 15       | Marcus Ericsson  | Sauber-Ferrari       | 2:04,399  | +4,882    | 13         |
| 16       | Jenson Button    | McLaren-Honda        | 2:05,283  | +5,766    | 7          |
| 17       | Will Stevens     | Manor-Ferrari        | 2:05,378  | +5,861    | 10         |
| 18       | Alexander Rossi  | Manor-Ferrari        | 2:05,607  | +6,090    | 10         |
| 19       | Felipe Nasr      | Sauber-Ferrari       | 2:06,792  | +7,275    | 10         |
| 20       | Max Verstappen   | Toro Rosso-Renault   | 2:09,994  | +10,477   | 7          |

## Időmérő edzés
Az amerikai nagydíj időmérő edzését eredetileg október 24-én, szombaton futották volna, ám az extrém esős időjárás miatt áttolták vasárnap délelőtt 9 órára. Vasárnap továbbra is esős körülmények uralkodtak, így az időmérő edzésnek csak az első két szakaszát tartották meg, és a Q2 végeredménye alapján határozták meg a rajtsorrendet.
| helyezés              | rajtszám | versenyző        | csapat/motor         | 1. rész  | 2. rész  | rajthely | futott kör |
| --------------------- | -------- | ---------------- | -------------------- | -------- | -------- | -------- | ---------- |
| 1                     | 6        | Nico Rosberg     | Mercedes             | 1:56,671 | 1:56,824 | 1        | 16         |
| 2                     | 44       | Lewis Hamilton   | Mercedes             | 1:56,871 | 1:56,929 | 2        | 14         |
| 3                     | 3        | Daniel Ricciardo | Red Bull-Renault     | 1:56,495 | 1:57,969 | 3        | 16         |
| 4                     | 26       | Danyiil Kvjat    | Red Bull-Renault     | 1:57,640 | 1:58,434 | 4        | 16         |
| 5                     | 5        | Sebastian Vettel | Ferrari              | 2:00,950 | 1:58,596 | 13[1]    | 13         |
| 6                     | 11       | Sergio Pérez     | Force India-Mercedes | 1:59,284 | 1:59,210 | 5        | 16         |
| 7                     | 27       | Nico Hülkenberg  | Force India-Mercedes | 1:58,325 | 1:59,333 | 6        | 16         |
| 8                     | 7        | Kimi Räikkönen   | Ferrari              | 1:58,198 | 1:59,703 | 18[1]    | 15         |
| 9                     | 19       | Felipe Massa     | Williams-Mercedes    | 2:00,902 | 1:59,999 | 7        | 17         |
| 10                    | 33       | Max Verstappen   | Toro Rosso-Renault   | 1:58,689 | 2:00,199 | 8        | 17         |
| 11                    | 14       | Fernando Alonso  | McLaren-Honda        | 1:59,704 | 2:00,265 | 9        | 16         |
| 12                    | 77       | Valtteri Bottas  | Williams-Mercedes    | 1:59,569 | 2:00,334 | 16[2]    | 16         |
| 13                    | 8        | Romain Grosjean  | Lotus-Mercedes       | 2:00,236 | 2:00,595 | 10       | 17         |
| 14                    | 22       | Jenson Button    | McLaren-Honda        | 2:00,261 | 2:01,193 | 11       | 16         |
| 15                    | 13       | Pastor Maldonado | Lotus-Mercedes       | 2:00,844 | 2:01,604 | 12       | 17         |
| 16                    | 9        | Marcus Ericsson  | Sauber-Ferrari       | 2:02,212 |          | 14       | 9          |
| 17                    | 12       | Felipe Nasr      | Sauber-Ferrari       | 2:03,194 |          | 15       | 9          |
| 18                    | 53       | Alexander Rossi  | Manor-Ferrari        | 2:04,176 |          | 17       | 9          |
| 19                    | 28       | Will Stevens     | Manor-Ferrari        | 2:04,526 |          | 19[3]    | 9          |
| 107%-os idő: 2:04,653 |          |                  |                      |          |          |          |            |
| NK                    | 55       | Carlos Sainz Jr. | Toro Rosso-Renault   | 2:07,304 |          | 20[4]    | 3          |

Megjegyzés:
- ↑ 1:  — Sebastian Vettel és Kimi Räikkönen autójába új erőforrást szereltek be, ezért 10-10 rajthelyes büntetést kaptak.[4]
- ↑ 2:  — Valtteri Bottas autójában váltót cseréltek, így 5 rajthelyes büntetést kapott.[5]
- ↑ 3:  — Will Stevens autójába új hajtáslánc-elemeket szereltek be, ezért összesen 20 rajthelyes büntetést kapott.[6]
- ↑ 4:  — Carlos Sainz Jr. balesetet szenvedett a Q1-ben, így nem tudta megfutni a 107%-os időlimitet, de a sportfelügyelők megadták számára a rajtengedélyt.[7]

## Futam
Az amerikai nagydíj futama október 25-én, vasárnap rajtolt.
| helyezés | rajtszám | versenyző        | csapat/motor         | futott kör | idő/kiesés oka   | rajthely | pont |
| -------- | -------- | ---------------- | -------------------- | ---------- | ---------------- | -------- | ---- |
| 1        | 44       | Lewis Hamilton   | Mercedes             | 56         | 1:50:52,703      | 2        | 25   |
| 2        | 6        | Nico Rosberg     | Mercedes             | 56         | +2,850           | 1        | 18   |
| 3        | 5        | Sebastian Vettel | Ferrari              | 56         | +3,381           | 13       | 15   |
| 4        | 33       | Max Verstappen   | Toro Rosso-Renault   | 56         | +22,359          | 8        | 12   |
| 5        | 11       | Sergio Pérez     | Force India-Mercedes | 56         | +24,413          | 5        | 10   |
| 6        | 22       | Jenson Button    | McLaren-Honda        | 56         | +28,058          | 11       | 8    |
| 7[1]     | 55       | Carlos Sainz Jr. | Toro Rosso-Renault   | 56         | +30,619          | 20       | 6    |
| 8        | 13       | Pastor Maldonado | Lotus-Mercedes       | 56         | +32,273          | 12       | 4    |
| 9        | 12       | Felipe Nasr      | Sauber-Ferrari       | 56         | +40,257          | 15       | 2    |
| 10       | 3        | Daniel Ricciardo | Red Bull-Renault     | 56         | +53,371          | 3        | 1    |
| 11       | 14       | Fernando Alonso  | McLaren-Honda        | 56         | +54,816          | 9        |      |
| 12       | 53       | Alexander Rossi  | Manor-Ferrari        | 56         | +1:15,277        | 17       |      |
| ki       | 26       | Danyiil Kvjat    | Red Bull-Renault     | 41         | baleset          | 4        |      |
| ki       | 27       | Nico Hülkenberg  | Force India-Mercedes | 35         | baleset          | 6        |      |
| ki       | 9        | Marcus Ericsson  | Sauber-Ferrari       | 25         | elektronika      | 14       |      |
| ki       | 7        | Kimi Räikkönen   | Ferrari              | 25         | fékek            | 18       |      |
| ki       | 19       | Felipe Massa     | Williams-Mercedes    | 23         | felfüggesztés    | 7        |      |
| ki       | 8        | Romain Grosjean  | Lotus-Mercedes       | 10         | fékek            | 10       |      |
| ki       | 77       | Valtteri Bottas  | Williams-Mercedes    | 5          | felfüggesztés    | 16       |      |
| ki       | 28       | Will Stevens     | Manor-Ferrari        | 1          | baleseti sérülés | 19       |      |

Megjegyzés:
- ↑ 1:  — Carlos Sainz Jr. a boxutcában átlépte a megengedett sebességhatárt, ezért ugyan hatodik helyen ért célba, de utólag 5 másodperces időbüntetést kapott.[8]

## A világbajnokság állása a verseny után
| H   | Versenyzők       | Pont | H   | Konstruktőrök        | Pont |
| --- | ---------------- | ---- | --- | -------------------- | ---- |
| 1.  | Lewis Hamilton   | 327  | 1.  | Mercedes             | 574  |
| 2.  | Sebastian Vettel | 251  | 2.  | Ferrari              | 374  |
| 3.  | Nico Rosberg     | 247  | 3.  | Williams-Mercedes    | 220  |
| 4.  | Kimi Räikkönen   | 123  | 4.  | Red Bull-Renault     | 150  |
| 5.  | Valtteri Bottas  | 111  | 5.  | Force India-Mercedes | 102  |
| 6.  | Felipe Massa     | 109  | 6.  | Lotus-Mercedes       | 70   |
| 7.  | Danyiil Kvjat    | 76   | 7.  | Toro Rosso-Renault   | 65   |
| 8.  | Daniel Ricciardo | 74   | 8.  | Sauber-Ferrari       | 36   |
| 9.  | Sergio Pérez     | 64   | 9.  | McLaren-Honda        | 27   |
| 10. | Max Verstappen   | 45   | 10. | Manor-Ferrari        | 0    |

(A teljes táblázat)

## Statisztikák
- Vezető helyen:
  - Lewis Hamilton: 28 kör (1-14), (39-43) és (48-56)
  - Nico Rosberg: 21 kör (22-38) és (44-47)
  - Daniel Ricciardo: 7 kör (15-21)
- Lewis Hamilton 43. győzelme és 3. egyéni világbajnoki címe ezen a futamon.
- Nico Rosberg 19. pole-pozíciója és 13. leggyorsabb köre.
- A Mercedes 42. győzelme.
- Lewis Hamilton 84., Nico Rosberg 38., Sebastian Vettel 78. dobogós helyezése.
- A Sauber F1 Team 400. nagydíja.[9]